# ASV Draßburg

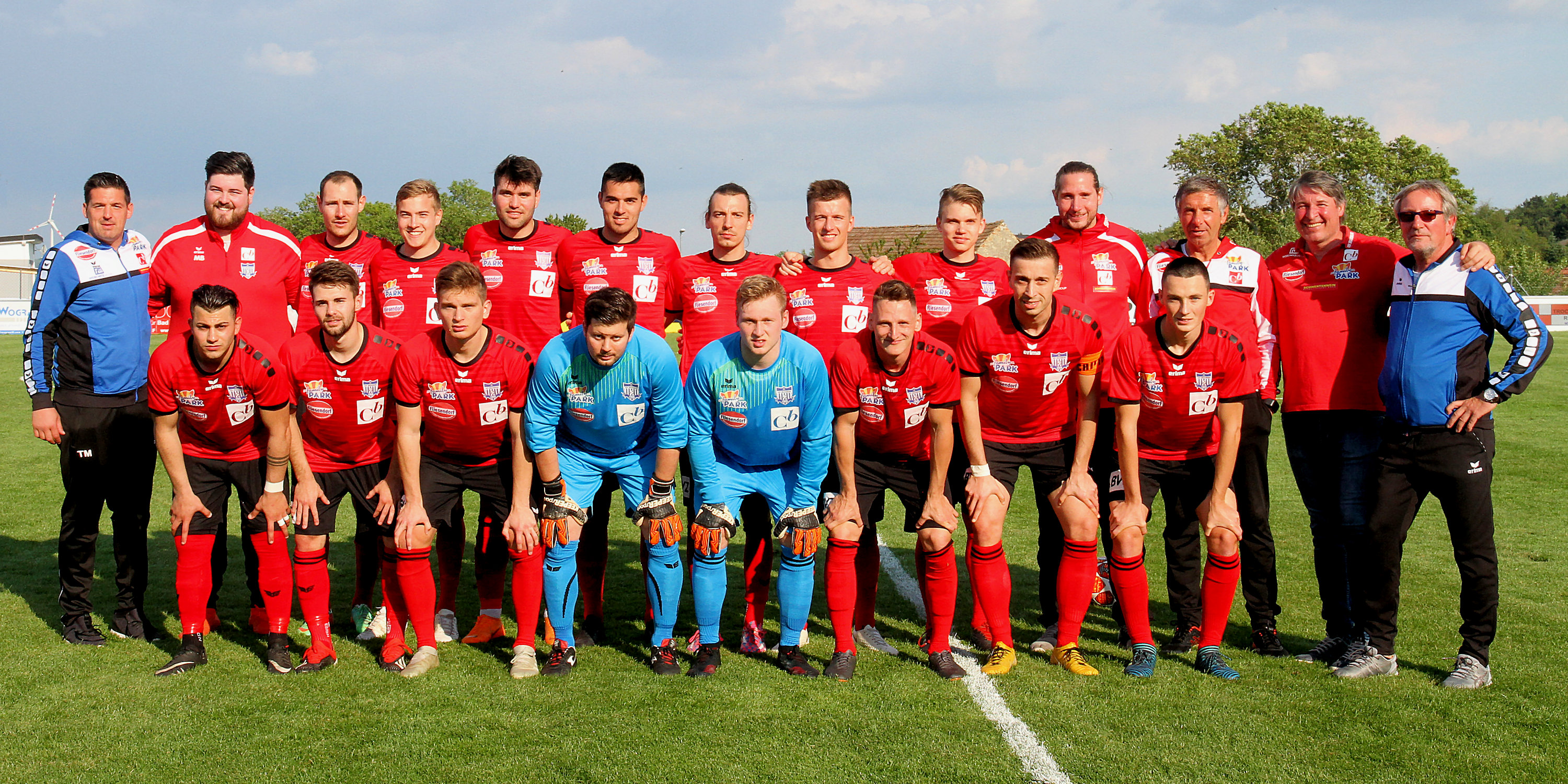
Die Meistermannschaft 2018/19 des ASV Draßburg beim Aufstieg in die Regionalliga Ost.

Der ASV Draßburg ist ein österreichischer Fußballverein in der Gemeinde Draßburg im Burgenland. Er gehört dem Burgenländischen Fußballverband an. Ab der Saison 2024/25 spielt der Verein in der Landesliga, der vierthöchsten Spielklasse.

## Geschichte
Nachdem die Gründungssitzung des „ASV Edelweiß-Draßburg“ bereits im Dezember 1945 stattfand, wurde der Verein 1946 offiziell gegründet. Erste Funktionäre waren Josef Gornik (Obmann), Matthias Ats (Sektionsleiter), Franz Pauleschitz (Schriftführer) und Emmerich Patzmann (Kassier).
Ehe sich der Verein ab der Saison 1986/87 dauerhaft in der II. Liga Mitte (5. Leistungsstufe) etablierte, gab es ein ständiges Auf und Ab zwischen der 2. und der 1. Klasse. Nach 24-jähriger Zugehörigkeit gewann der ASV unter Obmann Paul Knopf im Spieljahr 2010/11 mit der Eröffnung der neuen Sportanlage den Meistertitel in den II. Liga Mitte und damit der Aufstieg in die Landesliga Burgenland. Trainer der Mannschaft war Christian Rotpuller. Mit Elmir Hrustanbegovic und Nemanja Nikolić, die jeweils 20 Treffer erzielten, stellte Draßburg zudem die erfolgreichsten Torschützen der Liga.
Die Draßburger konnten sich gleich im Vorderfeld der Tabelle etablieren. Mit dem fünften Platz 2011/12 qualifizierte sich der Verein für den ÖFB-Cup 2012/13 und traf in der ersten Runde auf den SC Wiener Neustadt, war jedoch gegen den damaligen Bundesligisten bei der 0:3-Niederlage chancenlos. Dafür konnte sich der Verein den Sieg im Kroatencup sichern und in der Meisterschaft 2012/13 den sechsten Rang erreichen. In der Folgesaison platzierte sich der ASV auf dem siebenten Platz. 6. Nach jeweils vierten Plätzen in den Spieljahren 2015/16 und 2016/17 schloss Draßburg die Saison 2017/18 mit dem dritten Platz hinter der SV Mattersburg II und dem ASV Siegendorf ab.

### Aufstieg in die Regionalliga
Das Spieljahr 2018/19 wurde für den ASV Draßburg zum großartigen Erfolg. Die Mannschaft aus der 1200-Einwohner-Gemeinde, ohne nennenswerte Wirtschaftsbetriebe, setzte sich gleich nach der ersten Runde an die Spitze und gab diese Position während der gesamten Meisterschaft nicht mehr ab. Nach dem Herbstdurchgang, der unter Trainer Josef Kühbauer gestartet und ab September 2018 nach dessen Rücktritt vom ehemaligen Nationaltorwart Thomas Mandl interimistisch gecoacht wurde, hatte der ASV bereits einen Vorsprung von sieben Punkten auf den ersten Verfolger ASV Siegendorf. In der Winterpause trat Mandl wieder in die zweite Reihe zurück, weshalb mit Franz Lederer, der die SV Mattersburg jahrelang in der Bundesliga trainiert hatte, ein neuer Cheftrainer verpflichtet wurde. Lederer setzte die Arbeit erfolgreich fort und am Ende sicherte sich der ASV Draßburg neun Punkte vor dem ASV Siegendorf und mit zwölf Zählern Abstand auf den SC Ritzing den Meistertitel in der Landesliga Burgenland und damit den Aufstieg in die Regionalliga Ost. Der ASV hatte nebenbei die meisten Treffer erzielt (69) und die wenigsten Gegentreffer hinnehmen müssen (28). Für die Ausgeglichenheit der Mannschaft spricht auch die Tatsache, dass sich 17 verschiedene Spieler in die Torschützenliste eintrugen. Kapitän Elmir Hrustanbegovic erzielte 13. Saisontore. Holger Knartz brachte es als Außenverteidiger auf 14. Saisontore und war Draßburgs bester Torschütze.

### Meisterkader 2018/19
Patrick Artner (0 Einsätze), Vinko Cerovec (10), Dejan Cosic (29), Paul Csmarich (9), Alen Gluhak (24), Christopher Grafl (8), Lukas Grimmer (16), Adrian Gruber (0), Patrick Handler (22), Elmir Hrustanbegovic (29), Maurice Kiss (3), Holger Knartz (30), Fabian Kornholz (12), Lukas Kornholz (30), Tim Kovac (1), Dominik Kovacs (18), Bernd Kutrowatz (0), Christian Pfeiffer (1), Christopher Pinter (14), Philipp Puchegger (29), Klaus-Peter Puhr (29), Yigit Sari (22), Lukas Stifter (30), Andreas Strobl (0), Sebastian Weber (30). Trainer: Franz Lederer, Co-Trainer: Philipp Brandstätter, Torwarttrainer: Michael Baldauf und sportlicher Leiter: Thomas Mandl.

### Trainerhistorie seit 2007
| Name                | Geburtsdatum      | Amtsantritt | Amtsende   | Liga                          |
| ------------------- | ----------------- | ----------- | ---------- | ----------------------------- |
| Roman Waldherr      | 23. Juli 1965     | 01.07.2007  | 19.03.2009 | II. Liga                      |
| Karl Terdy          | 3. Juli 1961      | 19.03.2009  | 30.06.2009 | II. Liga                      |
| Christian Rotpuller | 22. Mai 1960      | 01.07.2009  | 30.06.2013 | Aufstieg in Landesliga 2011   |
| Damir Todorovic     | 6. April 1972     | 01.07.2013  | 03.10.2013 | Landesliga                    |
| Franz Weiss         | 22. April 1957    | 04.10.2013  | 10.01.2014 | Landesliga                    |
| Ernst Baumeister    | 22. Jänner 1957   | 13.01.2014  | 30.06.2015 | Landesliga                    |
| Josef Kühbauer      | 10. Dezember 1967 | 01.07.2015  | 31.08.2018 | Landesliga                    |
| Thomas Mandl        | 7. Februar 1979   | 01.09.2018  | 31.12.2018 | Landesliga                    |
| Franz Lederer       | 25. November 1963 | 01.01.2019  | 07.12.2021 | Aufstieg in Regionalliga 2019 |
| Dalibor Kovacevic   | 9. Februar 1974   | 18.12.2021  | 24.04.2022 | Regionalliga Ost              |
| Michael Porics      | 28. Jänner 1976   | 01.07.2022  |            |                               |

## Sportanlage

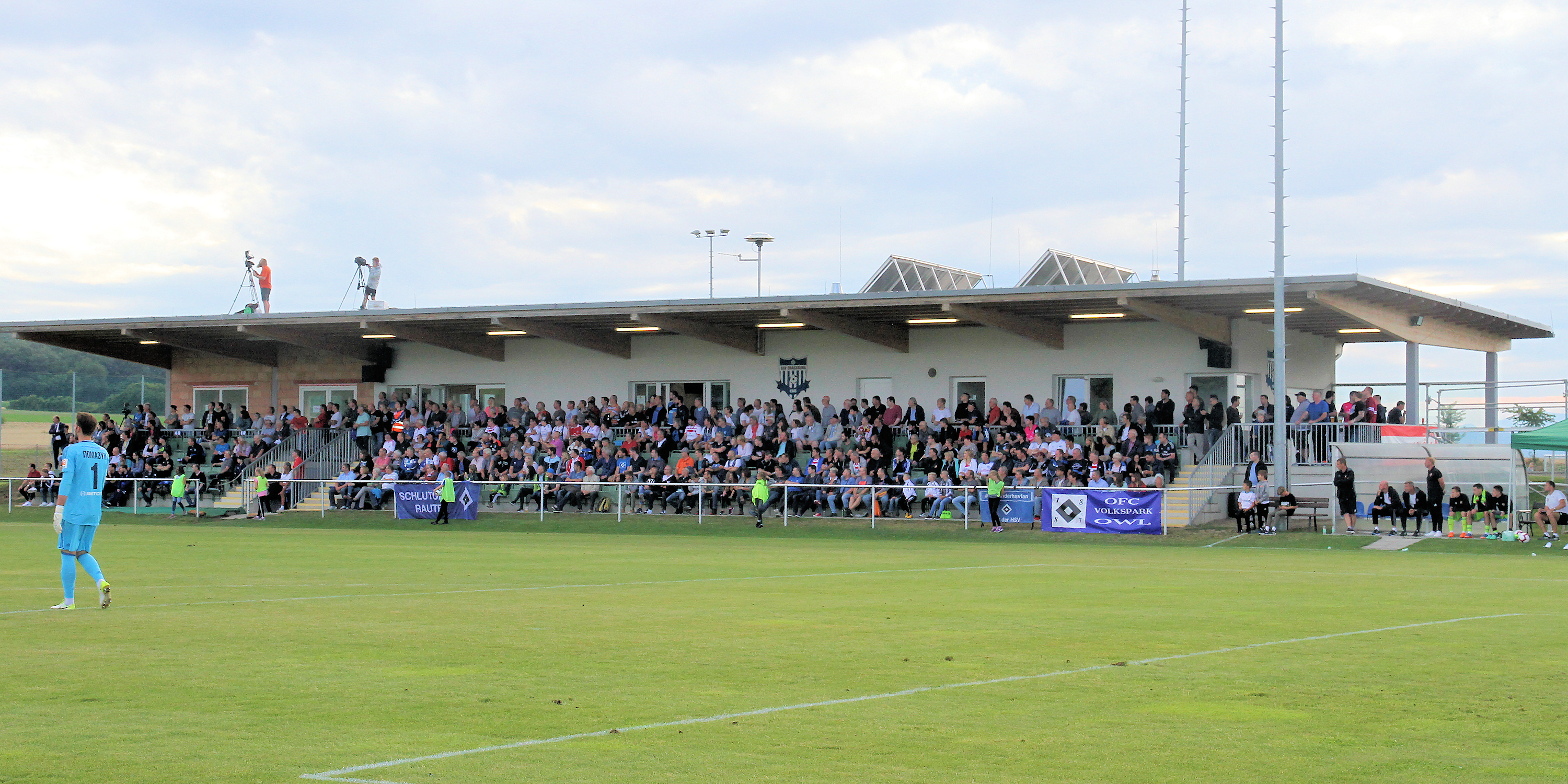
Sportanlage des ASV Draßburg.

Nachdem der alte Sportplatz nicht mehr den sportlichen Zielsetzungen entsprach und veräußert werden konnte, beschloss der ASV Draßburg unter Obmann Paul Knopf mit Unterstützung der Gemeinde unter Bürgermeister Christian Illedits, des Landes Burgenland, des ASKÖ und des Burgenländischen Fußballverbandes den Bau eines neuen Sportzentrums auf dem vereinseigenen Grundstück. Treibende Kraft war der damalige Bürgermeister und Vereinspräsident Christian Illedits. Der Bau wurde im Herbst 2009 begonnen und im Sommer 2011 fertiggestellt. Während dieser Zeit mussten Training und Meisterschaftsspiele auf der Sportanlage in Krensdorf durchgeführt werden.
Das Sportzentrum umfasst neben dem 105 × 68 Meter großen Hauptfeld samt für Meisterschaftsspiele kommissionierten Flutlichtanlage ein 92 × 60 Meter großes Trainingsfeld. Der Kabinentrakt umfasst im Keller vier Kabinen und den Schiedsrichterraum samt Nassräumen und WC. Im Obergeschoß befindet sich der öffentliche Raum mit Kantine, Buffetbereich (VIP-Raum), WC sowie der Raum für den Platzsprecher. Vorgelagert ist die überdachte Tribüne mit 260 Sitz- und rund 500 Stehplätzen. Das Gebäude ist mit einer Solaranlage ausgestattet, die auch zur Warmwassererzeugung dient.

## Kampfmannschaft

### Trainerteam
Stand: 31. Juli 2022
| Funktion       | Name            | Geburtsdatum | Nationalität | beim Verein seit | letzter Verein         |
| -------------- | --------------- | ------------ | ------------ | ---------------- | ---------------------- |
| Trainer        | Michael Porics  | 28.01.1976   | Osterreich   | 07/2022          | ASV Siegendorf         |
| Co-Trainer     | Denis Kulovits  | 27.10.1981   | Osterreich   | 07/2022          | Trainer ASK Schlaining |
| Tormanntrainer | Michael Baldauf | 21.06.1992   | Osterreich   | 07/2018          | ASK Hirm               |

### Aktueller Kader
Stand: 26. Februar 2023

## Bekannte Spieler
| - Patrick Baumeister - Robert Frind - Bernd Illedich | - Aleksandar Jovetić - Marjan Markić - Lukas Mössner | - Luca Pichler - Mišo Trninić - Andreas Walzer |

## Erfolge
- 1967/68: Meister der 1. Klasse Mitte
- 1977/78: Meister der 2. Klasse A Mitte
- 2010/11: Meister der 2. Liga Mitte und Aufstieg in die Landesliga Burgenland
- Teilnahme am ÖFB-Cup 2012/13
- 2012/13: Sieger Kroatencup
- 2018/19: Meister der Landesliga Burgenland und Aufstieg in die Regionalliga Ost
- Teilnahme am ÖFB-Cup 2019/20